# Río Escalda
El río Escalda (en francés: Escaut; en neerlandés: Schelde; en valón: Escô) es un río europeo que nace en Francia, atraviesa Bélgica y desemboca en el mar del Norte, en territorio de los Países Bajos.
El río ha desempeñado un papel determinante en el desarrollo político y económico de la zona, en las regiones históricas de Flandes, Brabante y Henao.

## Curso

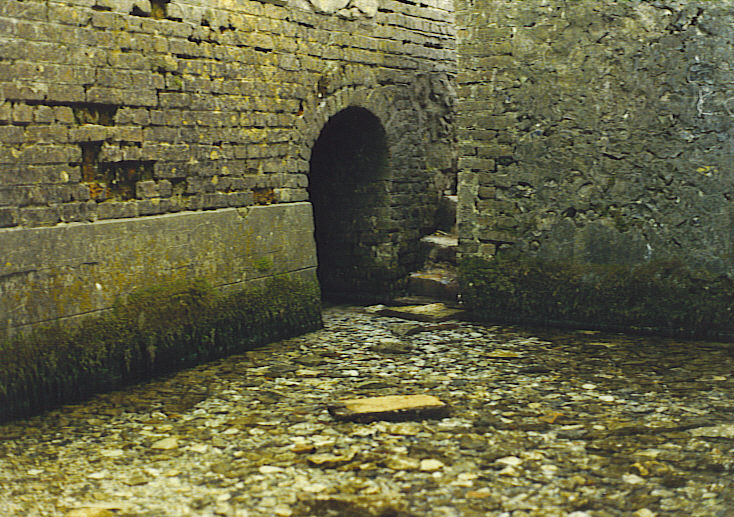
Fuente del Escalda.

El Escalda nace en Gouy, en el departamento de Aisne, en el norte de Francia. Se dirige hacia el noreste y pasa por las ciudades francesas de Cambrai y Valenciennes; luego atraviesa la frontera con Bélgica y baña las ciudades de Tournai y Gante. En Gante se le une el río Lys, su principal afluente por la izquierda. Desde aquí se dirige hacia el este. Cerca de Amberes, la mayor de las ciudades en su curso, el Escalda se dirige hacia el oeste, penetra en los Países Bajos y finalmente desemboca en el mar del Norte. Tiene una longitud de 355 km. 
Su desembocadura marina se abre en un amplio estuario de varios kilómetros de ancho, donde sus depósitos sedimentarios han dado origen a una riqueza ecológica poco común.
El Escalda, por su escaso desnivel, es un río lento, de poca potencia de flujo. Por ello las mareas se hacen sentir hasta una distancia de 160 km de su desembocadura en el mar. Son muy importantes los diques realizados en Zelanda (Países Bajos) para proteger las tierras de las inundaciones por las mareas y los temporales.
A lo largo de su curso y el de sus principales afluentes se han construido unos 250 diques y esclusas, entre los que podemos citar la Scarpe, la Lys y la Sensée. 
El río Escalda es navegable desde la ciudad francesa de Cambrai y constituye una importante vía de navegación, siendo el puerto de Amberes el segundo en importancia de Europa. Varios canales, incluido el canal Alberto, conectan el Escalda con las cuencas de los ríos Rin, Mosa y Sena, y con las áreas industriales de Bruselas, Lieja, Lille y Mons. 

## Historia
El río Escalda aparece como «Escalde» (en latín, Scaldis), en los Comentarios a la Guerra de las Galias de Julio César, en el libro VI, capítulo 33. No obstante, lo que César dice, que él marchó con tres legiones «hacia el río Escalde, que desemboca en el Mosa, hasta llegar a la parte final del Ardena», no es correcto, ya que el Escalda no desemboca en el Mosa sino en el mar del Norte. Hay quien interpreta que entonces César se está refiriendo en realidad al Sambre, leyendo Sabim en lugar de Scaldis. Este río ha sido la causa o el escenario de numerosos conflictos de toda índole, desde la Edad Media hasta el siglo XX cuando ocurrió la batalla del estuario del Escalda en la Segunda Guerra Mundial.
Los distintos trabajos realizados en tiempos históricos en la cuenca del Escalda han ocasionado algunas variaciones importantes en su curso: 
- Hasta finales del siglo XVII el nacimiento del Escalda se encontraba en Ponchaux, en la actualidad una aldea perteneciente a la comuna de Beaurevoir. A principios del siglo XVIII se realizaron trabajos de saneamiento en el pequeño valle de Beaurevoir; ello supuso un importante movimiento de tierras en la zona del nacimiento, por lo que este desapareció de Ponchaux y reapareció a unos 4 km de distancia, en su actual emplazamiento en Gouy.
- Otrora, el río Escalda se dividía cerca de su desembocadura en dos brazos, pero hoy solamente su brazo occidental aún desemboca en el mar del Norte, entre Breskens y Flesinga en Zelanda.

- En 2019 se demolió un puente sobre la zona fronteriza del siglo XIII para dejar paso a barcos de gran peso en Tournai[2]